# Junonia tragia
Junonia tragia är en fjärilsart som beskrevs av Jacob Hübner 1816. Junonia tragia ingår i släktet Junonia och familjen praktfjärilar. Inga underarter finns listade i Catalogue of Life.